# Acton (Ontario)
Pour les articles homonymes, voir Acton.
Acton est une communauté située dans la ville (town) de Halton Hills en Ontario.
Sa population était de 9 377 habitants en 2021.

## Histoire
La région maintenant connu comme Acton a été peuplé par révérend Ezra, révérend Zenas, et Rufus Adams en 1825 La communauté était nommé Danville à l'origine.